# Nowy Dwór Mazowiecki
Nowy Dwór Mazowiecki is een stad in het Poolse woiwodschap Mazovië, gelegen in de powiat Nowodworski. De oppervlakte bedraagt 32,23 km², het inwonertal 28.564 (2021).